# Mc (Zeitschrift)

Logos der Zeitschrift

Die mc war eine von Januar 1981 bis Oktober 1996 monatlich erscheinende deutsche Computerzeitschrift. „mc“ steht für Mikrocomputer, der Untertitel in den 1980er-Jahren war Die Mikrocomputer-Zeitschrift. Sie wurde von Herwig Feichtinger mitgegründet, der zunächst auch Chefredakteur war, und kostete 6,00 bis 6,50 DM. Entstanden war die mc aus einer festen Rubrik der Funkschau. Später wurde der Untertitel geändert in Computerpraxis für den technischen Anwender, schließlich in Systemübergreifendes, technisch orientiertes Know-how. Mit der Ausgabe Juli 1994 erschien sie nur noch als Beilage zur Zeitschrift DOS International, hatte aber immer noch einen Umfang von etwa 45 Seiten. 1992 bis 1993 erschienen insgesamt fünf Sonderhefte mit dem Titel WINbox. Spezial-Magazin für Windows-Anwender.
Redakteur und später Chefredakteur der Zeitschrift mc war Ulrich Rohde, der 1983 auch den WDR Computerclub mitbegründete. Herausgegeben wurde die mc anfangs vom Franzis-Verlag, ab Juli 1994 in Form einer Heftbeilage vom DMV Verlag als mc extra.
Die mc befasste sich mit Computerthemen, Netzwerken, Hardware, Datenbanken sowie Programmierung. In den letzten Ausgaben gab es die Rubriken „Grundlagen“, „Programmieren“, „Technologie-Report“ und „Test“, in denen Beiträge als Einführungen bzw. Zusammenfassungen zum jeweiligen Thema im Stil wissenschaftlicher Fachblätter geschrieben wurden. Die Redaktion war mit Naturwissenschaftlern besetzt.
Eines der bekanntesten Projekte der Zeitschrift war ein auf dem Mikroprozessor 6504 basierender Einplatinencomputer namens EMUF.